# Secondo capo aiutante
Secondo capo aiutante è la qualifica apicale del ruolo sergenti della Marina Militare Italiana attribuita al militare col grado di secondo capo scelto.
La qualifica venne istituita col nome di secondo capo scelto qualifica speciale a seguito del riordino dei ruoli e delle carriere (decreto legislativo 29 maggio 2017, n.94
«Disposizioni in materia di riordino dei ruoli e delle carriere del personale delle Forze armate, ai sensi dell'articolo 1, comma 5, secondo periodo, della legge 31 dicembre 2012, n. 244»).

Fregio da berretto rigido per sottufficiali e ruolo truppa in servizio permanente della Marina Militare, si noti lo sfondo blu sotto la torre e nell'ovale dell'ancoretta

L’attuale denominazione di secondo capo aiutante è stata introdotta con la legge 5 agosto 2022, n. 119, entrata in vigore il 28 agosto successivo.

## Descrizione
I secondi capi aiutanti hanno rango preminente sui pari grado. La qualifica può essere attribuita ai secondi capi scelti dopo 6 anni di permanenza nel grado. La qualifica è equivalente al codice di grado NATO OR-7.
I secondi capi aiutanti ricoprono incarichi di maggiore responsabilità e sono diretti collaboratori dei superiori gerarchici.

## Distintivo di qualifica
Il distintivo di qualifica (non di grado) è costituito da un gallone dorato e due galloncini divisi da due filetti neri e sopra di essi una stella d'oro e alla base una barretta d'oro.

## Corrispondenze
| Stato servizio                                                             | Esercito Italiano          | Marina Militare       | Aeronautica Militare       | Carabinieri                        |
| -------------------------------------------------------------------------- | -------------------------- | --------------------- | -------------------------- | ---------------------------------- |
| durante il corso di formazione                                             | allievo sergente           |                       |                            | allievo sovrintendente             |
| al termine del corso di formazione                                         | sergente                   | sergente              | sergente                   | vicebrigadiere                     |
| dopo 4 anni nel grado inferiore                                            | sergente maggiore          | secondo capo          | sergente maggiore          | brigadiere                         |
| dopo 5 anni nel grado inferiore                                            | sergente maggiore capo     | secondo capo scelto   | sergente maggiore capo     | brigadiere capo                    |
| Dopo 3/4/5/6 anni nel grado precedente (in base all'anzianità da sergente) | sergente maggiore aiutante | secondo capo aiutante | sergente maggiore aiutante | brigadiere capo qualifica speciale |

### Riferimenti normativi
- Decreto legislativo 15 marzo 2010, n. 66, in materia di "Codice dell'ordinamento militare" aggiornato.
- Decreto del presidente della Repubblica 15 marzo 2010, n. 90, in materia di "Testo unico delle disposizioni regolamentari in materia di ordinamento militare" aggiornato.

### Testi
- Riccardo Busetto, Il dizionario militare: dizionario enciclopedico del lessico militare, Bologna, Zanichelli, 2004, ISBN 978-88-08-08937-3.